# Gredenec
Gredenec is een plaats in de gemeente Petrovsko in de Kroatische provincie Krapina-Zagorje. De plaats telt 117 inwoners (2001).